# Ле-Лору-Ботро
Ле-Лору-Ботро (фр. Le Loroux-Bottereau) — новая коммуна на западе Франции, находится в регионе Пеи-де-ла-Луар, департамент Атлантическая Луара, округ Нант, кантон Валле. Расположена в 18 км к востоку от Нанта, в 10 км от национальной автомагистрали N249. 
Население (2017) — 8 227 человек.

## История
Во время Великой Французской революции население Ле-Лору-Ботро, как и почти всех населенных пунктов в округе, поддерживало роялистов. Жители коммуны образовали отряд под названием «ребята из Лору», который влился в ряды сторонников Вандейского мятежа. В феврале и марте 1794 года девятая карательная колонна под командованием генерала Этьена Кордельера опустошила территорию в устье Луары, убив несколько тысяч человек и оставив в целости лишь немногие здания. В память жертв этих событий на территории коммуны установлены мемориальные плиты и кресты.
В 1845-1848 годах в поселке Ле-Ландро, находящемся в 6 километрах от центра коммуны, была построена своя церковь, а 15 января 1846 года король Луи-Филипп подписал указ о наделении Ле-Ландро статусом самостоятельного прихода. Окончательное разделение произошло в
1863 году, когда была создана коммуна Ле-Ландро, а Ле-Лору-Ботро потеряла около трети своей территории.

## Достопримечательности
- Неоготическая церковь Святого Иоанна Крестителя 1858-1870 годов; перед церковью установлен памятник королю Людовику XVI
- Сохранившиеся фрагменты крепостной стены — остатки замка XII века
- Мельницы Пе XIX века: одна из них сооружена на крыше жилого дома, на стене второй смонтирована статуя Царя Христа

## Экономика
Структура занятости населения:
- сельское хозяйство — 5,7 %
- промышленность — 18,2 %
- строительство — 6,3 %
- торговля, транспорт и сфера услуг — 35,5 %
- государственные и муниципальные службы — 34,2 %

Уровень безработицы (2016 год) — 6,8 % (Франция в целом — 14,1 %, департамент Атлантическая Луара — 11,9 %). 

Среднегодовой доход на 1 человека, евро (2016 год) — 21 537 (Франция в целом — 20 809, департамент Атлантическая Луара — 21 548).

## Демография
Динамика численности населения, чел.

## Администрация
Пост мэра Ле-Лору-Ботро с 2020 года занимает Эмманюэль Ривери (Emmanuel Rivery). На муниципальных выборах 2020 года возглавляемый им левый блок одержал победу во 2-м туре, получив 55,04 % голосов.
| Период | Период | Фамилия          | Партия        | Примечания                       |
| ------ | ------ | ---------------- | ------------- | -------------------------------- |
| 1977   | 1995   | Андре Бургуэн    | Разные правые | руководитель предприятия         |
| 1995   | 2020   | Поль Корбе       | Разные левые  | руководитель предприятия         |
| 2020   |        | Эмманюэль Ривери | Разные левые  | директор медицинского учреждения |

## Галерея
- Церковь Святого Иоанна Крестителя
- Памятник королю Людовику XVI перед церковью
- Крепостная стена Шато Ле-Лору-Ботро
- Мельница Пе
- Скульптура Христа Царя